# Volando solo
Volando solo (título original en inglés, Going Solo) es un relato autobiográfico de Roald Dahl, publicado por Jonathan Cape en Londres en 1986. Es una continuación de su autobiografía de su infancia, Boy (relatos de infancia).

## Argumento
El libro comienza con Roald Dahl en una embarcación camino a Dar es Salaam (Tanzania) para su nuevo trabajo para la Compañía de Combustibles Shell. Eventualmente se une a la guerra como piloto en la Fuerza Aérea Real, volando un De Havilland Tiger Moth, un Gloster Gladiator y un Hawker Hurricane.
Lucha en la retirada de Grecia durante la invasión alemana.
Tras la caída de Grecia ante los nazis, Dahl viaja a Medio Oriente para luchar contra los pilotos de la Francia de Vichy, después de permanecer durante un tiempo en Alejandría, Egipto.

## Ediciones
- ISBN 0-14-010306-6 (edición de bolsillo, 1987)